# Konstantin Karlowitsch Lujsk
Konstantin Karlowitsch Lujsk (russisch Константин Карлович Луйск, geboren 1891 im Kreis Dorpat, Gouvernement Livland) war ein kommunistischer Beamter und wichtiger Sprachplaner für das Samische in der frühen Sowjetunion.

## Leben und Wirken

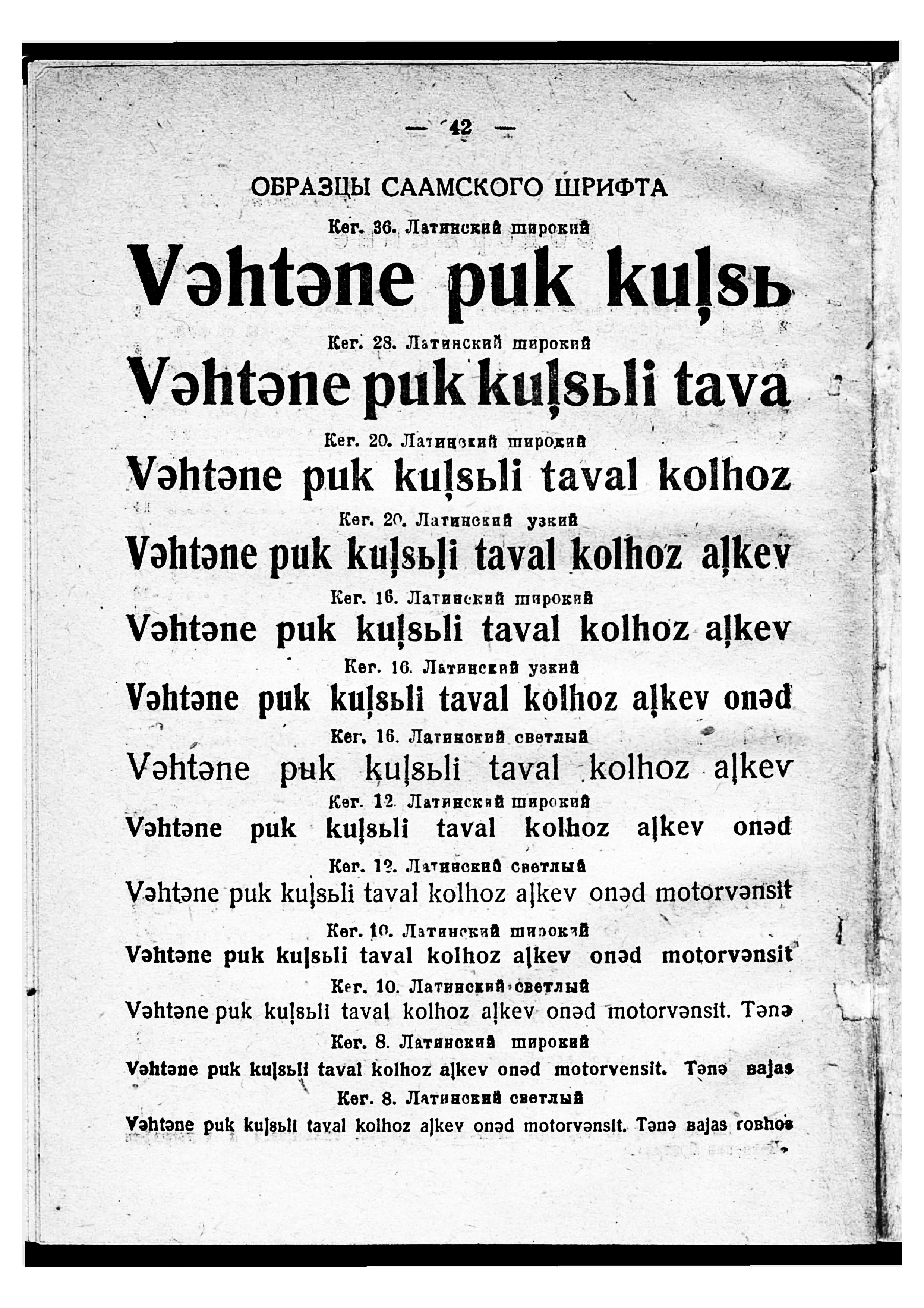
Beispiele der Satzschrift für das „Neue Alfabet“ des Kildinsamischen für die Typographie der Zeitschrift Poljarnaja Prawda (1934)

Der Russe Konstantin Lujsk wurde im Kreis Dorpat (heute Tartu, damals russisch Dorpatski ujesd/Дерптский уезд, später Jurjewski ujesd/Юрьевский уезд) im damaligen Russischen Reich (heute Estland) geboren. Später lebte er in der Siedlung Louchi im Norden der Republik Karelien. Er war Mitglied der kommunistischen Partei WKP(B), arbeitete als Buchhalter und war während der 1930er Jahre Berater der staatlichen Sparkassen (Gostrudsberkassy/Гострудсберкассы) in der Oblast Leningrad.

### Komitee Neues Alphabet
Mit den Übersetzungen des Matthäusevangeliums von Arvid Genetz (1878) und Konstantin Schekoldin (1894) entstanden gegen Ende des 19. Jahrhunderts in Russland die ersten gedruckten Werke in samischen Sprachen. Beide verwenden das kyrillische Alphabet, aber haben nicht maßgeblich zur Entstehung von Literalität unter den Samen in Russland beigetragen. Erst in der jungen Sowjetunion wurde – im Sinne von Korenisazija und Lenins Politik der Selbstbestimmung der Völker – systematische Sprachplanung für die so genannten indigenen kleinen Völker des Nordens initiiert. Im Rahmen dieses politischen Programms wurde 1933 ein „Komitee Neues Alphabet“ (Komitet nowowo alfawita/Комитет нового алфавита) speziell für die Völker des Nordens gegründet.
Das Komitee mit Sitz in Leningrad etablierte lokale Zweigstellen, unter anderem im damaligen Okrug Murmansk (heute Oblast Murmansk). Konstantin Lujsk, der zu der Zeit als stellvertretender Vorsitzender des Exekutivkomitees der lokalen Volksvertretung wirkte, wurde zum Vorsitzenden der Zweigstelle Murmansk des Komitees Neues Alphabet ernannt. Sekretär wurde der aus Leningrad nach Murmansk umgezogene Ethnologe Sachari Tschernjakow; der Murmansker Lokalhistoriker Wassili Alymow wurde Kommissar. Auch der Linguist Alexander Endjukowski aus Leningrad war maßgeblich in das Komitee eingebunden.
Als Grundlage für die sprachplanerische Arbeit wurden umfangreiche ethnographische, linguistische und soziologische Forschungen in den samischsprachigen Gebieten der Halbinsel Kola durchgeführt. Im Einklang mit dem überregionalen Komitee Neues Alphabet war das wichtigste Ziel die Schaffung einer einheitlichen Schriftsprache für die in der Sowjetunion gesprochenen samischen Dialekte auf Grundlage des Kildinsamischen sowie die Etablierung eines Schul- und Ausbildungssystems in dieser Sprache. Für alle Sprachen wurde ein dafür entwickeltes einheitliches lateinisches Alphabet verwendet, das „Einheitliche nördliche Alphabet“ (Jediny sewerny alfawit/Единый северный алфавит). Als ein Resultat der Arbeit des Komitees wurden bis zur Mitte der 1930er Jahre eine Reihe von Lehr- und Textbüchern veröffentlicht, darunter die erste kildinsamische Fibel von Tschernjakow (1933), Übersetzungen von Natalja Popowas Schulbüchern für Arithmetik (1934) sowie kommunistische Agitationsschriften, wie eine Übersetzung von Laser Walerschtejns „Industrialisierung des Landes – Was ist das?“ (1934). Jedoch kam die Spracharbeit als Resultat von Stalins neuausgerichteter Nationalitätenpolitik bereits nach wenigen Jahren zum Erliegen.
Wie Tschernjakow, Endjukowski und Alymow sowie fast zwanzig samische Bürger wurde auch Lujsk der Mitgliedschaft in einer „konterrevolutionären samischen nationalistischen separatistisch-subversiven Widerstandsbewegung“ verdächtigt. Er wurde am 20. Januar 1938 von einer Troika der Karelischen ASSR verhaftet und am 21. März 1938 zu 10 Jahren Haft verurteilt. Am 10. Februar 1956 rehabilitierte ihn das Oberste Gericht der Karelischen ASSR.

## Veröffentlichungen
- К. Г. Луйск (Hrsg.): Материалы по развитию языков и письменности народов Севера в Мурманском округе. Комитет Нового Алфавита, Мурманск 1934, urn:nbn:fi-fe2016051212333 (russisch).